# اصل ششم قانون اساسی ایالات متحده آمریکا
اصل ششم قانون اساسی ایالات متحده قانون‌ها و معاهده‌ها ایالات متحده را که مطابق با آن تنظیم شده است را به عنوان قانون عالی کشور تعیین می‌کند، آزمون یا گزینش دینی و مذهبی را به عنوان شرط لازم برای تصدی پست دولتی ممنوع می‌کند، و ایالات متحده را تحت قانون اساسی نگه می‌دارد. مسئول بدهی‌های متحمل شده توسط ایالات متحده بر اساس اصول کنفدراسیون است.

## متن
1. کلیه تعهدها و وام‌هایی که پیش از تصویب این قانون اساسی پذیرفته شده‌اند، همان گونه که به موجب کنفدراسیون معتبر بوده بنا به .قانون اساسی حاضر برای ایالات متحده نیز معتبر است.
2. این قانون اساسی و سایر قوانین ایالات متحده که بر اساس آن وضع می‌شود؛ و همه معاهده‌ها منعقد شده یا معاهده‌هایی که به نام و اختیار ایالات متحده منعقد می‌شود، به رغم هر مورد مغایر با مصوبات یا قانون اساسی هر ایالت بالاترین قانون این سرزمین خواهد بود؛ و در نتیجه قاضیان در هر ایالت باید هر موردی در قانون اساسی یا قوانین آن ایالت را که با این مغایرت داشته باشد محدود کنند.
3. سناتورها و نمایندگانی که قبلاً ذکر آنها رفت اعضای مجلس‌های قانون گذاری ایالت‌های مختلف و همه کارگزاران قضایی و اجرایی ایالات متحده و ایالت‌های مختلف با ادای سوگند یا اعلان رسمی، موظف به حمایت از قانون اساسی اند اما هیچ آزمون مذهبی به عنوان شرط لازم برای واگذاری سمت رسمی یا غیرانتفاعی در ایالات متحده وجود ندارد.[۱][۲]

## بندها

### بدهی‌ها
بند اول این ماده مقرر می‌دارد که بدهی‌هایی که قبل از تصویب قانون اساسی منعقد شده‌اند، همچنان که طبق اصول کنفدراسیون بود، همچنان معتبر هستند.

### برتری
بند دو مقرر می‌دارد که قانون اساسی، قوانین فدرال که بر اساس آن وضع شده‌اند و معاهدات منعقد شده تحت اختیار آن، قانون عالی کشور را تشکیل می‌دهند. این مقرر می‌دارد که دادگاه‌های ایالتی ملزم به رعایت قانون عالی هستند. در صورت تضاد بین قوانین فدرال و ایالتی، قانون فدرال باید اعمال شود. حتی قوانین اساسی ایالت‌ها تابع قوانین فدرال هستند.

### سوگند
کنگره برای یک دفتر تحت ایالات متحده نیازی به آزمایشات مذهبی نخواهد داشت؛ بنابراین، کنگره ممکن است کلمات مرسوم «پس خدایا به من کمک کن» را در یک سوگند بگنجاند، اما یک فرد هیچ اجباری برای بیان آنها نخواهد داشت، زیرا چنین الزامی یک آزمایش دینی است.